# Наводнения и оползни в Петрополисе (2022)
Наводнения и оползни в Петрополисе, расположенном в регионе Серрана в Рио-де-Жанейро, Бразилия, произошли в феврале и марте 2022 года. Ливень 15 февраля 2022 года были признан самым сильным с момента введения регулярных метеонаблюдений в штате в 1932 году. Осадки и оползни в марте 2022 года также привели к человеческим жертвам.

## Предпосылки
Ежегодные обильные осадки в северных, центральных и юго-восточных регионах Бразилии с конца декабря по конец марта являются сезонным явлением. Они возникают вследствие перемещения теплых влажных воздушных масс из амазонских тропических лесов к Атлантическому океану. 
Часто осадки приводят к наводнениям и оползням. Так, в январе 2011 года сильные ливни вызвали наводнения и оползни в горах штата Рио-де-Жанейро, унеся жизни более 900 человек, около 100 человек тогда пропали без вести, а примерно 35 тысяч местных жителей лишились своих домов. В январе 2020 года на юго-востоке страны из-за природных катаклизмов погибло 66 человек. 
С ноября 2021 года, когда начался сезон дождей, жертвами стали свыше 150 человек в штатах Баия, Минас-Жерайс, Рио-де-Жанейро и Сан-Паулу.
За 2 дня до трагедии в Петрополисе Национальный центр мониторинга и оповещения о стихийных бедствиях (Cemaden) предупредил местные власти о вероятности дождей в горном регионе, но они не смогли спрогнозировать интенсивность этого дождя.

## Ход событий
15 февраля во второй половине дня в Петрополисе начался мощный ливень, за 6 часов которого выпало 260 мм осадков, что превысило месячную норму осадков. Предыдущий рекорд по количеству осадков был установлен 20 августа 1952 года, когда за 24 часа выпало 168,2 мм осадков.
По всему городу произошло более 200 оползней, реки вышли из берегов, несколько улиц было затоплено, десятки домов полностью разрушены. В городе было объявлено состояние общественного бедствия.
Менее обильные дожди и порывистый ветер продолжались еще в течение 2 недель, что затрудняло поисково-спасательные работы, которые начались сразу после шестичасового ливня. Всего в поисковых работах было занято более 700 человек, из них 500 спасателей из разных штатов страны, 200 полицейских, а также военные и волонтеры из числа местных жителей работали в 51 районе города. 
20 марта 2022 года также во второй половине дня начался сильный дождь, который спровоцировал оползни в городе. В результате чего погибло 7 человек.

## Последствия
В результате ливней и оползней в феврале 2022 года погибли 234 человека, среди них 33 несовершеннолетних ребёнка. Эта трагедия стала крупнейшей в истории города, превзойдя трагедию 1988 года, когда погиб 171 человек, и трагедию 2011 года, в результате погибшими объявили 73 человека.
В ходе аварийно-спасательных работ 24 человека были спасены из-под завалов, пропавшим без вести числился 1 житель (предположительно, его останки были найдены в ноябре 2024 года). 
80 жилых зданий пострадали, из них более 50 полностью разрушены, 967 человек лишились жилья и временно были размещены в школах и Государственном колледже Руи Барбоза.
В результате урагана и ливня в марте 2022 года погибли 7 человек, пропавших без вести не было.
Проведя анализ природных катаклизмов, произошедших в Петрополисе, была отмечена хрупкость верхней части города и отсутствие инфраструктуры для борьбы с наводнениями и оползнями.
Мэр Рио-де-Жанейро Клаудио Кастро сравнил последствия ливней и оползней с последствиями войны: «Ситуация почти как на войне... Некоторые машины висят на столбах, некоторые перевернуты, до сих пор вокруг много грязи и воды» . Администрация штата направила 30 миллионов реалов из Специального фонда Законодательного собрания на помощь городу.
Экономические последствия природной катастрофы оценили Instituto Fecomércio de Pesquisas e Análises (Коммерческий институт исследований и анализа) и Федерация промышленности штата Рио-де-Жанейро (Фирджан). Институт оценил убытки города от катастрофы в 78 миллионов реалов в секторе товаров, услуг и туризма города, отметив, что более 32,4% предпринимателей заявили о затоплении их складов, а 65,8% всех предпринимателей города столкнулись с потерями или падением доходов. Фирджан оценил убытки в 665 миллионов реалов, что эквивалентно 2% ВВП муниципалитета.